# Bellavista (Baleares)
Bellavista es una urbanización perteneciente al municipio de Llucmajor situado en la costa Sur de Mallorca.

Destaca en época veraniega y fines de semana por sus calas que se suceden a lo largo de la calle Passeig de les Dames, donde también se encuentra el único restaurante, Panorámica Playa.
Para llegar a la urbanización en autrobús de línea sólo es posible hacerlo con la línea 23 (Cala Blava-Palma) que efectúa las salidas desde Palma a las horas impares menos diez (6:50, 8:50, 10:50... Con la última salida a las 20:50) y desde Bellavista a las horas pares menos diez (7:50, 9:50... Con la última salida a las 19:50). El trayecto suele durar unos cuarenta y cinco minutos.
Actualmente, la presidenta de la Urbanización de Bellavista es María Ramis.